# Мэйр, Адам
Ада́м Мэйр (англ. Adam Mair; 15 февраля 1979, Гамильтон, Онтарио, Канада) — канадский хоккеист, игравший на позиции правого нападающего. С 2015 года является тренером по развитию игроков в клубе Национальной хоккейной лиги (НХЛ) «Баффало Сейбрз». Играл за команды НХЛ: «Торонто Мейпл Лифс», «Лос-Анджелес Кингз», «Баффало Сейбрз» и «Нью-Джерси Девилз». Юниорскую карьеру провёл в «Освекен Голден Иглз» из Среднезападной юниорской хоккейной лиги (MWJHL) и «Оуэн-Саунд Платерс», выступавший в Хоккейной лиге Онтарио (OHL). На драфте НХЛ 1997 года был выбран в 4-м раунде под общим 84-м номером клубом «Торонто Мэйпл Лифс». Серебряный призёр молодёжного чемпионата мира (1999).

## Карьера
В сезоне 1994/95 Мэйр играл в команде «Освекен Голден Иглз», выступающей в Среднезападной юниорской хоккейной лиги (MWJHL). В «Голден Иглз» он сумел показать хороший уровень игры и на Драфте Хоккейной лиге Онтарио (OHL), проводимый в 1995 году, был выбран клубом «Оуэн-Саунд Платерс» в 1-м раунде под общим 7-м номером. С сезона 1995/96 Адам начал выступать за «Оуэн-Саунд», год от года увеличивая свою результативность. По окончании сезоне 1996/97 он принял участие на драфте НХЛ 1997, на котором был выбран «Торонто Мейпл Лифс» в 4-м раунде под общим 84-м номером. В конце сезона 1998/99 Мэйр сумел дебютировать на профессиональном уровне, сыграв в плей-офф Кубка Стэнли за «Торонто» 5 матчей и отличившись одной заброшенной шайбой. В 1999 году он сыграл 3 игры в Американской хоккейной лиги (АХЛ) в фарм-клубе «Мейпл Лифс» — «Сент-Джонс».
Большую часть следующего сезона Адам провёл в фарм-клубе «Мейпл Лифс», проведя только концовку чемпионата и плей-офф в основной команде. Сезон 2000/01 нападающий начинал в «Торонто Мейпл Лифс», пока 13 марта 2001 года был обменян в «Лос-Анджелес Кингз» на Аки-Петтери Берг. Проведя в сезоне 26 матчей, включая 10 игр за «Кингз», Мэйр не сумел заработать ни одного результативного балла. В следующем сезоне Адам чередовал выступления за «Лос-Анджелес» с игрой за его фарм-клуб в АХЛ «Манчестер Монаркс». 24 июля 2002 года руководство «Кингз» совершила обмен Мэйра в «Баффало Сэйбрз» на Эрика Расмуссена. «Сэйбрз» подписали годовой контракт с Адамом. В сезоне нападающий сумел закрепиться в основном составе «Баффало», сумев набрать 17 (6+11) очков в 79 играх. В июле 2003 года с ним был продлён контракт на три года. Мэйр в итоге играл за «Сэйбрз» на протяжении 8 лет. 12 октября 2010 года был в качестве свободного агента подписал контракт на один год с «Нью-Джерси Девилз». В «Девилз» нападающий не сумел показать тот же уровень, что и демонстрируемый им в «Баффало», по окончании сезона покинув лигу. В сезоне 2011/12 Адам перешел в клуб АХЛ «Спрингфилд Фэлконс» на условиях профессионального просмотрового контракта (англ. Professional tryout). В марте 2012 года с ним был подписан полноценный контракт. В октябре 2012 года стало известно, что Мэйр решил завершить игровую карьеру.
В сезоне 2012/13 Мэйр работал директором департамента по развитию игроков в хоккейной команде Канизийского колледжа, входящую в Национальную ассоциацию студенческого спорта (NCAA). С 2015 года Адам занимает должность тренера по развитию игроков в клубе НХЛ «Баффало Сейбрз».

## Статистика
| Легенда | Легенда                    | Легенда | Легенда                   | Легенда | Легенда    |
| ------- | -------------------------- | ------- | ------------------------- | ------- | ---------- |
| И       | Количество проведённых игр | Штр     | Штрафное время            | +/−     | Плюс-минус |
| Г       | Голы                       | П       | Голевые передачи          | О       | Очки       |
| -       | Статистика неизвестна      | —       | Статистика не учитывалась |         |            |

## Достижения
Командные
| Год  | Команда       | Достижение                                    | Достижение |
| ---- | ------------- | --------------------------------------------- | ---------- |
| 1999 | Канада (мол.) | Серебряный призёр молодёжного чемпионата мира |            |